# Дейтон (округ Ла-Салл, Іллінойс)
Дейтон (англ. Dayton) — переписна місцевість (CDP) в США, в окрузі Ла-Салл штату Іллінойс. Населення — 528 осіб (2020).

## Географія
Дейтон розташований за координатами 41°23′29″ пн. ш. 88°47′58″ зх. д. / 41.39139° пн. ш. 88.79944° зх. д. (41.391290, -88.799536).  За даними Бюро перепису населення США в 2010 році переписна місцевість мала площу 5,94 км², з яких 5,82 км² — суходіл та 0,12 км² — водойми.

## Демографія
Згідно з переписом 2010 року, у переписній місцевості мешкало 537 осіб у 208 домогосподарствах у складі 172 родин. Густота населення становила 90 осіб/км².  Було 228 помешкань (38/км²).
Расовий склад населення:
| - 95,0 % — білих - 2,6 % — азіатів - 0,9 % — корінних американців - 0,2 % — чорних або афроамериканців |

До двох чи більше рас належало 0,9 %. Частка іспаномовних становила 2,8 % від усіх жителів.
За віковим діапазоном населення розподілялося таким чином: 16,2 % — особи молодші 18 років, 71,0 % — особи у віці 18—64 років, 12,8 % — особи у віці 65 років та старші. Медіана віку мешканця становила 48,1 року. На 100 осіб жіночої статі у переписній місцевості припадало 102,6 чоловіків;  на 100 жінок у віці від 18 років та старших — 104,5 чоловіків також старших 18 років.
Середній дохід на одне домашнє господарство  становив 83 035 доларів США (медіана — 63 750), а середній дохід на одну сім'ю — 97 722 долари (медіана — 90 625). Медіана доходів становила 80 694 долари для чоловіків та 37 212 долари для жінок. За межею бідності перебувало 26,5 % осіб, у тому числі 13,0 % дітей у віці до 18 років та 0,0 % осіб у віці 65 років та старших.
Цивільне працевлаштоване населення становило 248 осіб. Основні галузі зайнятості: освіта, охорона здоров'я та соціальна допомога — 39,9 %, роздрібна торгівля — 13,3 %, виробництво — 11,7 %, будівництво — 10,9 %.